# IC 1185
IC 1185  ist eine Spiralgalaxie mit aktivem Galaxienkern vom Hubble-Typ Sab im Sternbild Herkules am Nordsternhimmel. Sie ist schätzungsweise 470 Millionen Lichtjahre von der Milchstraße entfernt und hat einen Durchmesser von etwa 110.000 Lichtjahren. Die Galaxie gilt als Mitglied des Herkules-Galaxienhaufens Abell 2151.

Im selben Himmelsareal befinden sich u. a. die Galaxien NGC 6050, NGC 6054, IC 1178, IC 1182.
Das Objekt wurde am 8. Juni 1888 von Guillaume Bigourdan entdeckt.